# Convent de les Mínimes
El Convent de les Mínimes és un establiment de la família mínima protegit com a bé cultural d'interès local al nucli urbà de la població de Móra d'Ebre, a la banda de migdia del terme, pel carrer del Convent i fins a la plaça de la Venerable Sor Filomena Ferrer.

## Arquitectura
Es tracta del monestir de les monges Mínimes, format per l'església del Sagrat Cor i les dependències monacals, actualment en rehabilitació. Aquestes són de planta rectangular, amb un pati central al mig i estan distribuïdes en planta baixa i pis. La façana principal presenta un portal d'arc de mig punt adovellat, amb guardapols sostingut per mènsules. A la porta hi ha gravat l'any 1894. La resta d'obertures són rectangulars, amb els emmarcaments arrebossats. Les del pis presenten unes motllures de color rosat a la part superior de les finestres. A la part superior del parament hi ha unes motllures ondulants del mateix color. La construcció està bastida en pedra de diverses mides, disposada irregularment.
L'església, dedicada al Sagrat Cor de Jesús, és d'una sola nau amb capelles laterals i absis poligonal. Tant la nau com l'absis estan coberts per voltes d'aresta sostingudes per fines columnetes adossades als murs, i amb capitells decorats. Els arcs torals són apuntats. Les capelles laterals presenten voltes apuntades, de la mateixa manera que els arcs formers que s'obren a la nau, també apuntats. El cor, als peus del temple, està sostingut per una volta d'aresta força rebaixada, dividida en dues tramades. Una de les claus de volta està gravada amb la data 1925. Les finestres que il·luminen el temple són d'arc apuntat. La façana del temple presenta un portal d'arc apuntat motllurat, sostingut per dues columnes amb basament i capitells decorats. Damunt del portal hi ha una fornícula apuntada i, per sobre seu, una gran rosassa amb dibuix radial. El parament està coronat per un joc de motllures situat damunt d'un conjunt d'arquets.
La construcció està bastida en pedra de diverses mides, disposada regularment.

## Història
El convent va ser fundat per Filomena Ferrer i Galzeran, filla de l'escultor Feliu Ferrer i Josefa Galzeran. Quan tenia 19 anys va ingressar al monestir de Monges Mínimes de Valls; un cop allà, fruit d'una revelació, va començar les gestions per fundar un monestir a Móra però va morir sense aconseguir-ho. La fundació a Móra d'Ebre, es va portar a terme 26 anys després de la seva mort. La primera pedra es col·locà el 18 de novembre de 1883 i el 5 d'octubre de 1894 entraven les 7 monges mínimes. Com a testimoni d'aquesta inauguració es pot apreciar a una de les portes la data 1894 reblonada sobre la fusta.
El 5 de juny de 1925 es va inaugurar el temple annex, el primer Temple Expiatori d'Espanya.